# Glee: The Music, The Graduation Album
Glee: The Music, The Graduation Album là album nhạc phim thứ 12 bởi dàn diễn viên của bộ phim truyền hình Mỹ Glee, được phát hành bởi Columbia Records vào ngày 15 tháng 5 năm 2012. Album bao gồm 8 bài hát được thu âm cho tập cuối của mùa thứ ba, "Goodbye", nhưng chỉ có 5 trong số đó xuất hiện trong tập phim.

## Danh sách bài hát
| STT | Nhan đề                             | Sáng tác                                                             | Nghệ sĩ gốc                 | Thời lượng |
| --- | ----------------------------------- | -------------------------------------------------------------------- | --------------------------- | ---------- |
| 1.  | "We Are Young"                      | Jack Antonoff, Jeff Bhasker, Andrew Dost, Nate Ruess                 | fun. cùng với Janelle Monáe | 4:09       |
| 2.  | "The Edge of Glory"                 | Stefani Germanotta, Fernando Garibay, Paul Blair                     | Lady Gaga                   | 4:22       |
| 3.  | "I Won't Give Up"                   | Jason Mraz, Michael Natter                                           | Jason Mraz                  | 4:01       |
| 4.  | "We Are the Champions"              | Freddie Mercury                                                      | Queen                       | 3:12       |
| 5.  | "School's Out"                      | Alice Cooper, Michael Bruce, Glen Buxton, Dennis Dunaway, Neal Smith | Alice Cooper                | 3:22       |
| 6.  | "I Was Here"                        | Diane Warren                                                         | Beyoncé                     | 3:58       |
| 7.  | "I'll Remember"                     | Madonna, Patrick Leonard, Richard Page                               | Madonna                     | 4:13       |
| 8.  | "You Get What You Give"             | Gregg Alexander, Rick Nowels                                         | New Radicals                | 4:45       |
| 9.  | "Not the End"                       | Chuck Butler, Luke Brown                                             | The So Manys                | 3:29       |
| 10. | "Roots Before Branches"             | Adam Anders, Nikki Anders                                            | Room for Two                | 4:20       |
| 11. | "Glory Days"                        | Bruce Springsteen                                                    | Bruce Springsteen           | 3:32       |
| 12. | "Forever Young"                     | Rod Stewart                                                          | Rod Stewart                 | 3:54       |
| 13. | "Good Riddance (Time of Your Life)" | Billie Joe Armstrong, Green Day                                      | Green Day                   | 2:31       |